# Heterokrohnia murina
Heterokrohnia murina är en djurart som tillhör fylumet pilmaskar, och som beskrevs av Casanova 1986. Heterokrohnia murina ingår i släktet Heterokrohnia och familjen Eukrohniidae. Inga underarter finns listade i Catalogue of Life.